# Démocratie parlementaire

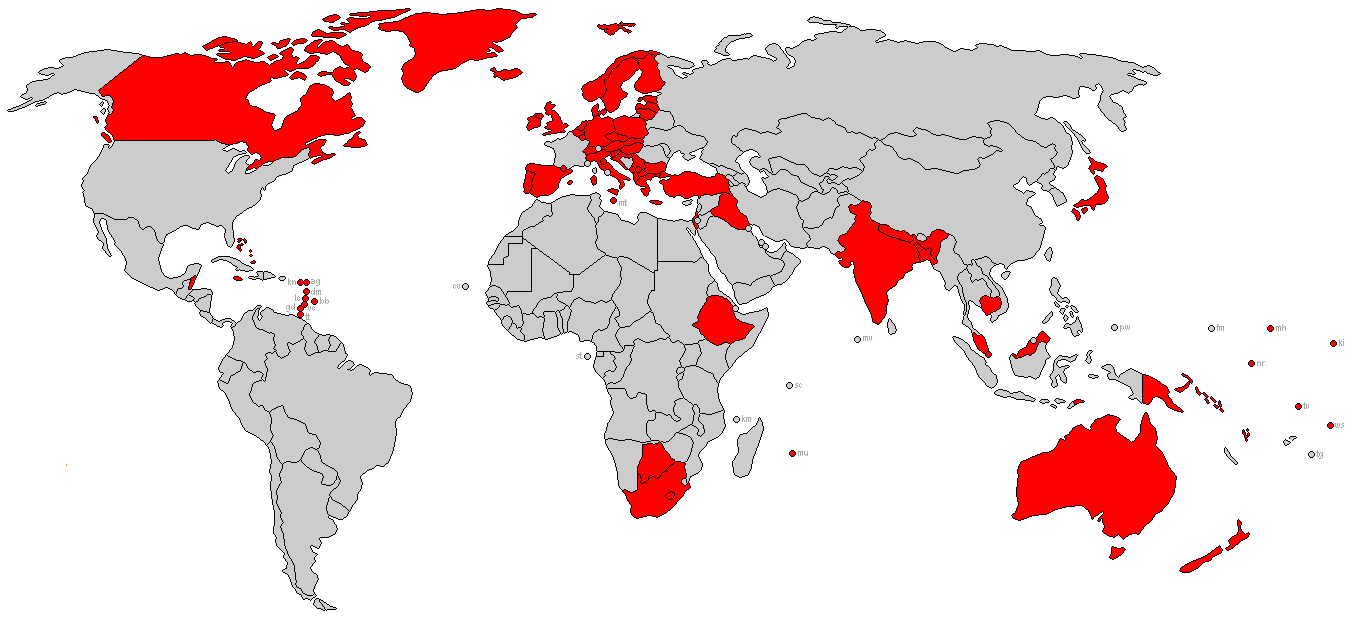
Les démocraties parlementaires dans le monde (2011). En rouge, les États (monarchies, empires et républiques) où les organes représentatifs disposent de pouvoirs considérables par rapport à leurs équivalents dans les régimes présidentiels, semi-présidentiels ou dans d'autres formes de gouvernement.

La parlementaire est une forme de démocratie qui s'appuie comme son nom l'indique sur une institution principale, le parlement, composé de représentants élus du peuple, c'est-à-dire des citoyens. Elle va souvent de pair avec la démocratie représentative (dite aussi démocratie indirecte) et se distingue de la démocratie directe dans laquelle le peuple, ou une assemblée tirée au sort, vote directement les lois. Dans une démocratie parlementaire le parlement fait la loi (pouvoir législatif) et élit éventuellement le gouvernement (pouvoir exécutif). C'est le type de démocratie le plus répandu dans le monde actuel.
Aujourd'hui, on parle également de régime parlementaire, c'est-à-dire un régime démocratique dans lequel le parlement domine (Allemagne, Royaume-Uni, Japon, Italie, Serbie, Espagne, Israël, Canada), par opposition au semi-présidentiel (France), où le président de l'exécutif domine, ou régime présidentiel (États-Unis) où les pouvoirs suprêmes, législatifs, exécutifs et judiciaires sont strictement séparés par la Constitution de 1789, sans qu'un de ces trois pouvoirs ne domine un autre, selon le principe fondamental de séparation des pouvoirs dans une démocratie libérale.
La démocratie parlementaire n'est pas nécessairement en opposition avec la démocratie directe : ainsi, en Suisse, les citoyens peuvent voter eux-mêmes fréquemment sur différents sujets, lors des votations. Démocratie parlementaire indirecte et démocratie directe se combinent alors dans la voie de la démocratie participative. Bien que plus rare, le procédé du référendum, en France, est similaire.